# Kunst im öffentlichen Raum in Hamburg-Bahrenfeld
Diese Liste von Kunst im öffentlichen Raum in Hamburg-Bahrenfeld enthält dauerhaft aufgestellte Kunstwerke auf dem Gebiet des Stadtteils Bahrenfeld der Freien und Hansestadt Hamburg, die sich im öffentlichen Raum befinden und von anerkannten Künstlern und Künstlerinnen geschaffen wurden. Viele dieser Kunstwerke sind durch das Programm Kunst am Bau (und dessen Folgeprogramme) gefördert oder mit öffentlichen Geldern angekauft worden, dies ist aber keine Voraussetzung für die Aufnahme. Ebenso mögen einige dieser Kunstwerke als Kulturdenkmal geschützt sein, aber auch das ist keine Voraussetzung für die Aufnahme in diese Liste.
Bauschmuck ist im Normalfall im Artikel über das Bauwerk darzustellen, und gehört nicht in diese Liste. Streetart kann Aufnahme in die Liste finden, wenn es zu dem konkreten Kunstwerk eine ausführliche Rezeption in der Kunstwissenschaft gibt und ein enzyklopädischer Artikel über die Streetart-Künstler oder -Künstlerin existiert oder vorstellbar wäre. Denkmäler, die an eine Person oder ein Ereignis erinnern, können in die Liste aufgenommen werden, wenn sie ob ihrer zumeist plastischen Gestaltung als Kunstwerk gelten können. Bei reinen Gedenktafeln ist das normalerweise nicht der Fall.
Basis der Zusammenstellung sind Datensätze der Hamburger Kulturbehörde von 2012 und 2018, eine Veröffentlichung der SAGA GWG von 2008, und verschiedene Veröffentlichungen von Kunsthistorikern zum Thema. Eine abschließende Liste von Literatur kann es nicht geben, jedoch ist für jeden Eintrag in die Liste ein konkreter Verweis auf eine amtliche Liste oder anerkannte Sekundärliteratur erforderlich.
Gestohlene oder zerstörte Kunstwerke, die ehemals in Hamburg-Bahrenfeld aufgestellt waren, sind in einer separaten Liste aufgeführt.

## Legende
- Lage: Nennt die nächstgelegene Straße und, wenn vorhanden und sinnvoll, das nächstgelegene Bauwerk (mit Hausnummer) oder das umgebende Gebiet (z. B. einen Park) und gibt nötigenfalls Hinweise zur genauen Lage. Darunter werden - wenn vorhanden - auch die Geo-Koordinaten und das Wikidata-Logo als Verweis auf das Wikidata-Objekt angegeben. Die Spalte ist nach der Adresse sortierbar.
- Künstler/in: Name des Künstlers oder der Künstlerin, die das Kunstwerk geschaffen haben, verlinkt mit dem Wikipedia-Artikel zur Person. Die Spalte ist nach dem Nachnamen sortierbar.
- Beschreibung: Kurzbeschreibung des Werks, immer zuerst: Werktitel (kursiv), dann möglichst Material, Stil, Größe, Dargestelltes, Art der Förderung
- Jahr: Jahr der Fertigstellung des Kunstwerkes, wenn unbekannt dann das Jahr der Aufstellung. Hier kann nur ein einziges Jahr angegeben werden, kein Zeitraum. Weitere zeitliche Details zur Schaffung des Kunstwerkes (von–bis) können in der Beschreibung angegeben werden.
- Quelle: Kulturbehörde, SAGA, Literatur, jeweils mit Fußnote. Diese Angabe ist für eine Aufnahme in die Liste verpflichtend.
- Bild: Bild des Kunstwerks, mit Link auf Commons-Kategorie wenn vorhanden

Hinweis: Die Grundsortierung der Liste erfolgt nach der Adresse. Die Liste ist alternativ nach Künstler, Werktitel, Datierung oder Quelle sortierbar.

## Liste
| Lage | Künstler                             | Beschreibung | Jahr    | Quelle        | Bild |  |
| --- | ------------------------------------ | --- | ------- | ------------- | --- |  |
| Akeleiweg 2 Nördlich der Einmündung des Akeleiwegs in den Geranienweg (Lage)                                      | Hans Twesten                         | Bärengruppe Steinskulptur | 1969    | Zabel         | weitere Bilder |  |
| Altonaer Volkspark Schulgarten (Lage)                                                                             | unbekannt                            | Pinguinbrunnen Steinbrunnen mit achteckiger Grundfläche, daran acht Pinguinfiguren. Der Brunnen wurde zwischen 1925 und 1935 errichtet und 2014 saniert. | 1935    | Kulturbehörde | weitere Bilder |  |
| Bahrenfelder Steindamm 12 Fassade in Höhe des ersten Obergeschosses (Lage)                                        | Bernd Stöcker                        | Tanzende – Geschichte einer Genesung Bronzeplastik, Ankauf 2020 durch Immobilienentwickler des Areals „Phoenixhof“ | 2015    | Kunst@SH      | weitere Bilder |  |
| Bei der Paul-Gerhardt-Kirche 1–3 Max-Brauer-Schule, Sporthof (Lage)                                               | Diether Kressel                      | Musikanten Auch „Beatles“ genannt? Kunst am Bau | 1964    | Kulturbehörde | Bild gesucht Die Wikipedia wünscht sich an dieser Stelle ein Bild vom Ort mit diesen Koordinaten 53.5609 9.92271 . Motiv: Bei der Paul-Gerhardt-Kirche 1–3 Falls du dabei helfen möchtest, erklärt die Anleitung , wie das geht. BW  |  |
| Bei der Paul-Gerhardt-Kirche 1–3 Max-Brauer-Schule, im Atrium/Grünanlage (Lage)                                   | Henrik Böhlig                        | Märchenfigur (Jüngling rettet das Gute) Kunst am Bau | 1960–62 | Kulturbehörde | Bild gesucht Die Wikipedia wünscht sich an dieser Stelle ein Bild vom Ort mit diesen Koordinaten 53.56113 9.92239 . Motiv: Bei der Paul-Gerhardt-Kirche 1–3 Falls du dabei helfen möchtest, erklärt die Anleitung , wie das geht. BW |  |
| Holstenkamp 119 Pflegeeinrichtung Lutherpark, nördlich Haus 3 (Lage)                                              | Karl August Ohrt                     | Musizierender Bronzeskulptur eines sitzenden Mannes, der die Arme hält, als ob er ein Cello spielen würde. | 1953    | Zabel         | weitere Bilder |  |
| Holstenkamp 119 Pflegeeinrichtung Lutherpark (Lage)                                                               | Nanette Lehmann                      | Wassermauer Arbeit aus Stein | 1964    | Zabel         | Bild gesucht Die Wikipedia wünscht sich an dieser Stelle ein Bild vom Ort mit diesen Koordinaten 53.57279 9.90692 . Motiv: Holstenkamp 119 Falls du dabei helfen möchtest, erklärt die Anleitung , wie das geht. BW                  |  |
| Kielkamp 16 Schule Kielkamp, Spielplatz (Lage)                                                                    | Hartwig Ullrich und Ingeborg Ullrich | Wasserspiele vierteilig, Kunst am Bau | 1974    | Kulturbehörde | Bild gesucht Die Wikipedia wünscht sich an dieser Stelle ein Bild vom Ort mit diesen Koordinaten 53.57303 9.89878 . Motiv: Kielkamp 16 Falls du dabei helfen möchtest, erklärt die Anleitung , wie das geht. BW                      |  |
| Kielkamp 16 Schule Kielkamp, Wand an Zufahrt (Lage)                                                               | Harald Stoffers                      | Schule Kielkamp Der Schriftzug mit dem Namen der Schule ist aus Metallblech gefertigt, gestaltet in Schreibschrift mit fünf Hilfslinien. Die Arbeit wurde direkt von der Schule erworben, die den Förderschwerpunkt „Geistige Entwicklung“ hat. Der Künstler Harald Stoffers arbeitet bei den Elbe-Werkstätten und wird der Art Brut zugerechnet. | 2011    | Kulturbehörde | |  |
| Luruper Chaussee 149 Institut für Experimentalphysik der Universität Hamburg, Hörsaalgebäude, Eingangswand (Lage) | Hans Sperschneider                   | Blasenkammer Wandgestaltung mit Email auf Stahlplatten, 240 × 544 cm groß. Dargestellt wird ein Experiment in einer Blasenkammer, Anschaffung im Programm „Kunst am Bau“ | 1965    | Kulturbehörde | Bild gesucht Die Wikipedia wünscht sich an dieser Stelle ein Bild vom Ort mit diesen Koordinaten 53.57784 9.8861 . Motiv: Luruper Chaussee 149 Falls du dabei helfen möchtest, erklärt die Anleitung , wie das geht. BW              |  |
| Lyserstraße 36 Wiese östlich des Gebäudes (Lage)                                                                  | Karl August Ohrt                     | Sitzende Sitzende Bronzefigur, Ankauf durch SAGA | 1972    | Kulturbehörde | weitere Bilder |  |
| Lyserstraße 22–26 (Lage)                                                                                          | Fritz Fleer                          | (Tanz und) Musik Bronzeskulptur eines unbekleideten, sitzenden Jünglings, der mit gekreuzten Beinen Flöte spielt. Ankauf durch die SAGA im Rahmen des Programms „Kunst am Bau“. Die Skulptur war ursprünglich Teil einer zweiteiligen Gruppe, die am Alsenplatz aufgestellt war.                                                                  | 1974    | Kulturbehörde | weitere Bilder |  |
| Mendelssohnstraße 86 Schule Mendelssohnstraße, Schulgarten (Lage)                                                 | Werner Michaelis                     | Blätterbaum Kunst am Bau | 1961    | Kulturbehörde | Bild gesucht Die Wikipedia wünscht sich an dieser Stelle ein Bild vom Ort mit diesen Koordinaten 53.564 9.90607 . Motiv: Mendelssohnstraße 86 Falls du dabei helfen möchtest, erklärt die Anleitung , wie das geht. BW               |  |
| Mendelssohnstraße 86 Schule Mendelssohnstraße, Vorgarten (Lage)                                                   | unbekannt                            | Sonnenuhr Kunst am Bau | ?       | Kulturbehörde | Bild gesucht Die Wikipedia wünscht sich an dieser Stelle ein Bild vom Ort mit diesen Koordinaten 53.56373 9.90498 . Motiv: Mendelssohnstraße 86 Falls du dabei helfen möchtest, erklärt die Anleitung , wie das geht. BW             |  |
| Mendelssohnstraße 86 Schule Mendelssohnstraße, überdachter Pausenhof (Lage)                                       | unbekannt                            | 3 Gesichter Reliefwände, Schul-Direkterwerb | ca.2000 | Kulturbehörde | Bild gesucht Die Wikipedia wünscht sich an dieser Stelle ein Bild vom Ort mit diesen Koordinaten 53.56436 9.9057 . Motiv: Mendelssohnstraße 86 Falls du dabei helfen möchtest, erklärt die Anleitung , wie das geht. BW              |  |
| Osdorfer Weg 24 Grundschule Groß Flottbek, rechts des Eingangs (Lage)                                             | Hans Martin Ruwoldt                  | Füchsin mit Jungen Stein-Skulptur, die eine Füchsin mit ihren Welpen darstellt. Ankauf im Programm „Kunst am Bau“. | 1951    | Kulturbehörde | weitere Bilder |  |
| Osdorfer Weg 24 Grundschule Groß Flottbek, Eingangshalle links (Lage)                                             | Francis Zuschke-Schwimmer            | Moderne Zeiten Wandbild, Kunst am Bau | 1958    | Kulturbehörde | Bild gesucht Die Wikipedia wünscht sich an dieser Stelle ein Bild vom Ort mit diesen Koordinaten 53.56749 9.89414 . Motiv: Osdorfer Weg 24 Falls du dabei helfen möchtest, erklärt die Anleitung , wie das geht. BW                  |  |
| Regerstraße 23 Stadtteilschule Bahrenfeld, nördlich von Haus 1 (Lage)                                             | Fritz Fleer                          | Flötenspieler Bronzeskulptur eines unbekleideten, sitzenden Jünglings, der mit gestreckten Beinen Flöte spielt. Ankauf im Rahmen des Programms „Kunst am Bau“. | 1969    | Kulturbehörde | weitere Bilder |  |
| Ruhrstraße 11a Phoenixhof, Ost-Eingang zur Phoenixhalle I (Lage)                                                  | Hirofumi Fujiwara                    | Erde Bronzeplastik einer sitzenden Figur, Ankauf 2022 durch Immobilienentwickler des Areals „Phoenixhof“ | 2021    |               | weitere Bilder |  |
| Schnackenburgallee 100 Müllverwertungsanlage der Stadtreinigung, östlich der Kantine (Lage)                       | Gisela Engelin-Hommes                | Symbol Bronzeplastik, Ankauf im Rahmen des Programms „Kunst am Bau“. | 1974    | Kulturbehörde | weitere Bilder |  |
| Schützenstraße 9a Phoenixhof, hinter Alter Räucherei (Lage)                                                       | Michael Schwarze                     | Im Schatten meiner Seele Frauenakt aus Steinguss, Ankauf 2023 durch Immobilienentwickler des Areals „Phoenixhof“ | 1989    |               | weitere Bilder |  |
| Schützenstraße 9b Phoenixhof, hinter Phoenixkontor 1 (Lage)                                                       | Ulrich Heitmüller-Schimmel           | Hahn Bronzeplastik, Ankauf 2014 durch Immobilienentwickler des Areals „Phoenixhof“ | 1965    |               | weitere Bilder |  |
| Sibeliusstraße 1 Wiese südwestlich des Hochhauses (Lage)                                                          | Karl Heinz Engelin                   | Frühling Abstrakte Messing-Skulptur auf einer hohen Betonstele. (Ankauf durch die SAGA) | 1970    | Kulturbehörde | weitere Bilder |  |
| Stahltwiete 16 Phoenixhof, Südseite der Phoenixhalle II (Lage)                                                    | Louise Christine Thiele              | Lux Aeterna Marmorskulptur, Ankauf 2000 durch Immobilienentwickler des Areals „Phoenixhof“ | 2000    | Kunst@SH      | weitere Bilder |  |
| Stiefmütterchenweg 25 (Lage)                                                                                      | Hans Twesten                         | Marabu Steinskulptur | 1968    | Zabel         | Bild gesucht Die Wikipedia wünscht sich an dieser Stelle ein Bild vom Ort mit diesen Koordinaten 53.5764 9.86757 . Motiv: Stiefmütterchenweg 25 Falls du dabei helfen möchtest, erklärt die Anleitung , wie das geht. BW             |  |